# Ben Vane
Ben Vane (gael. Beinn Mheadhain, wym. [peɲˈviə.ɛɲ]ⓘ) – szczyt w Alpach Cowal i Arrochar, w Grampianach Zachodnich. Leży w Szkocji, w regionie Argyll and Bute. 